# Бодмін
Бо́дмін (англ. Bodmin; корн. Bosvena) — місто в графстві Корнуолл (Англія). Населення — 12 778 осіб.
Місто розташоване в самому центрі графства Корнуолл на північний захід від Бодмін-Мура.
У 1835 році адміністративний центр графства Корнуолл було перенесено з Лансестона до Бодміна. У 2009 році Бодмін позбувся свого статусу, й столиця графства була перенесена до Труро.

## Історія
Святий Петрок заснував в Бодміні монастир в VI столітті, проте внаслідок норманського завоювання Англії втратив частину своїх земель.
У книзі Страшного суду місто називається найбільшим і найстарішим містом Корнуолла.
У XV столітті церква святого Петрока була другою за величиною культовою спорудою в графстві (після собору в Труро).
Впродовж більшої частини історії міста Бодміна олов'яна промисловість була основою економіки міста.
В середині XIV століття чорна смерть забрала життя половини жителів міста — близько 1500 осіб.

### Повстання
Бодмін тричі ставав центром повстань. У 1497 році відбулося повстання місцевих жителів — корнців, яке очолили коваль Ан Гоф та адвокат Томас Фламанк. Зібравши власну армію, вони рушили до Лондона, де в результаті були розбиті 10-тисячного королівської армією.
Восени того ж року Перкін Ворбек намагався узурпувати владу короля Генріха VII. У Бодміні Ворбек був проголошений королем Річардом IV, але король Генріх VII без особливих зусиль швидко придушив повстання.
У 1549 році король Едуард VI, за вірою — протестант, намагався нав'язати жителям Корнуолла, в основному вірним католицькій церкві, новий молитовник. Події отримали назву повстання молитовника. В результаті придушення повстання було вбито близько 4000 корнців.

## Освіта
У місті функціонують кілька початкових шкіл, школа на 440 учнів старших класів, а також католицька школа і коледж.